# Mimanancylus borneensis
Mimanancylus borneensis là một loài bọ cánh cứng trong họ Cerambycidae.